# Addomesticamento del cane

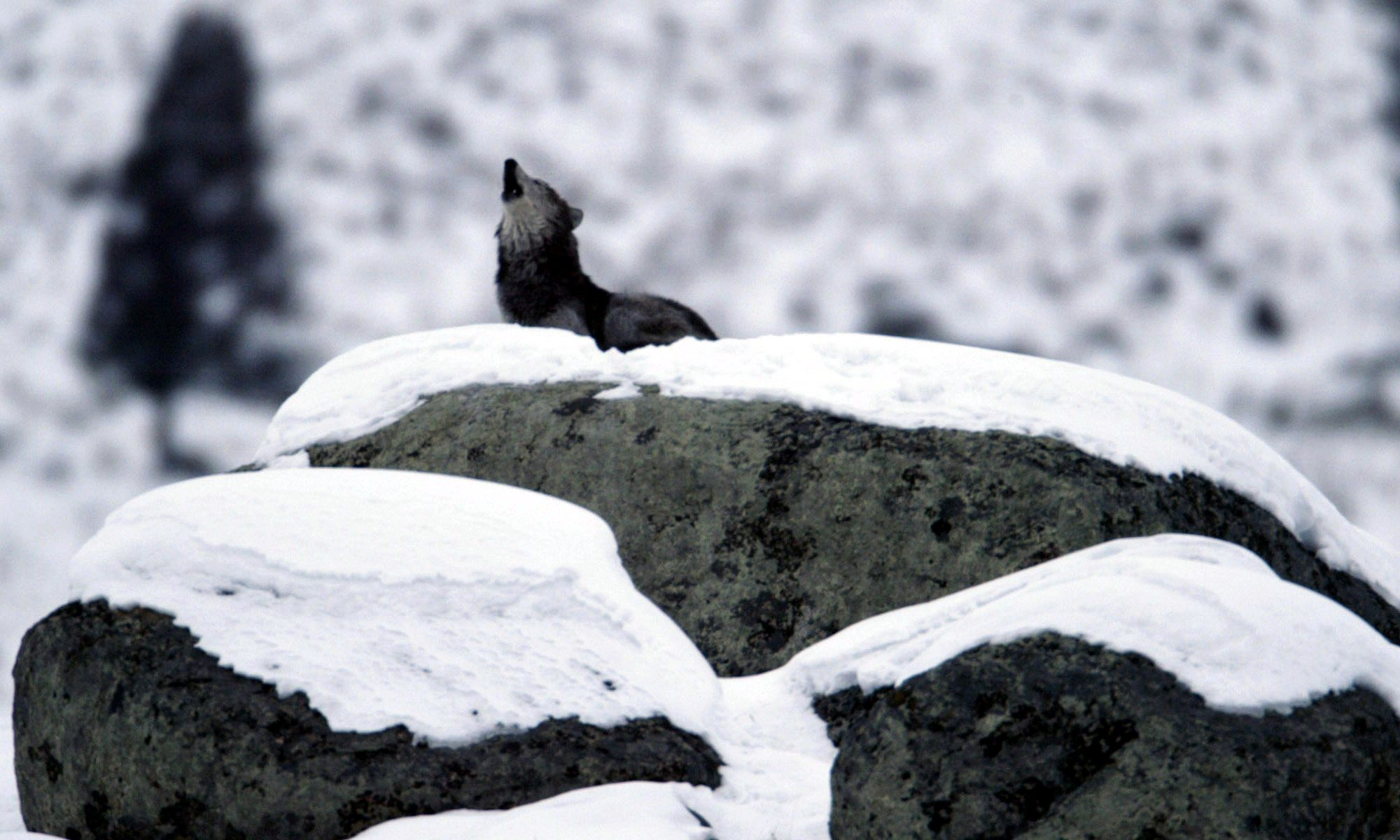
Il cane è stato selezionato a partire da una specie di lupo, oggi estinta, nell'Ultimo massimo glaciale, quando la maggior parte dell'Eurasia era dominata dal bioma della c.d. Steppa dei mammut.

L'addomesticamento del cane, o meglio domesticazione, e la conseguente selezione artificiale, da parte dell'uomo, delle varie razze canine è ad oggi motivo di dibattito scientifico. Il cane domestico è membro del genere Canis, un gruppo di specie morfologicamente simili al lupo che compongono ad oggi la famiglia di carnivori più diffusa sul pianeta Terra. Il parente selvatico più prossimo al cane domestico è appunto il lupo grigio, non esistendo oggi altre specie che possono aver contribuito allo sviluppo della linea genetica del cane, e le due specie, il canis lupus familiaris e il canis lupus non sono l'una derivata dall'altra: sarebbe a dire che i lupi moderni sono a loro volta discendenti da un antenato che hanno in comune col cane.
È ancora oggi oggetto di dibattito quando e dove l'antenato comune tra il cane ed il lupo fu domesticato dall'uomo, marcando la divergenza tra le sue specie. Il dibattito cronologico ha circoscritto il campo al Neolitico (come suggerirebbero i reperti archeologici che hanno permesso di datare al XIII millennio a.C. i primi resti di un cane inumato insieme a un uomo), quando cioè l'uomo ha scoperto l'agricoltura e ha avviato la costituzione d'insediamenti stabili, o nel Paleolitico, quando gli esseri umani erano ancora dei cacciatori-raccoglitori. Il dibattito geografico contrappone l'Europa occidentale, l'Asia centrale e l'Estremo Oriente. In tempi recenti, è stata poi proposta una nuova teoria che vede la domesticazione del cane come un processo iniziato indipendentemente sia nell'Occidente sia nell'Oriente dell'Eurasia tra il 12000 ed il 4400 a.C., momento in cui i cani orientali si sarebbero mescolati con quelli occidentali, in buona sostanza quasi soppiantandoli, contestualmente allo spostamento di popolazioni da Est verso Ovest. L'unico dato ad oggi certo è che il cane è stato il primo animale oggetto di domesticazione da parte dell'uomo.

## Evoluzione di ominidi e canidi
Sei milioni di anni fa, al termine dei Miocene, il clima della Terra iniziò a raffreddarsi, portando alle glaciazioni del Pliocene e del Pleistocene. In buona parte del pianeta le foreste scomparvero, lasciando il posto a savane e steppe che risultarono inospitali per le specie animali che non riuscirono ad adattarsi al cambiamento. Agli angoli opposti del globo, due lignaggi di mammiferi avviarono un processo evolutivo che li avrebbe resi i più diffusi sul pianeta. Nel meridione del Nord America, piccoli canini di foresta divennero più grandi, migliorando la loro capacità di correre, ed al termine del Miocene la prima specie del genere Canis, il cosiddetto Canis lepophagus, antenato di lupi, coyote e cani, fece la sua comparsa. Nell'Africa orientale, i primati si divisero in due tronconi evolutivi: alcuni rimasero sugli alberi, altri spostarono il loro habitat al suolo, imparando a camminare eretti, sviluppando un cervello più grande, imparando a meglio difendersi dai predatori ed a divenire predatori essi stessi. Canidi e ominidi si incontrarono nel continente eurasiatico, "legando le loro vite ed il fato evolutivo dei loro eredi in un modo che, immaginiamo, non avrebbero mai potuto immaginare".

## Evoluzione del cane domestico

### Premessa: genetica, archeologia e morfologia del cane e del lupo
Il cane domestico è il carnivoro più abbondantemente diffuso sulla Terra. Dove e quando il cane venne domesticato è un quesito che affligge da decadi i genetisti e da secoli gli archeologi. L'identificazione dei primi cani è complicata da un'impasse formale: ciò che oggi differenzia morfologicamente il cane dal lupo (dimensioni e posizionamento dei denti, patologie dentali, dimensioni e proporzioni degli elementi craniali e postcraniali) è frutto del processo evolutivo del cane domestico e non costituiva, quindi, un elemento di distinzione tra il cane arcaico ed il lupo arcaico. Non sappiamo, cioè, definire il momento in cui i caratteri morfologici tipici del cane ed obbligatoriamente presenti, come evoluzioni/aberrazioni del lupo, si sono manifestati pienamente.
Recenti studi genetici hanno proposto cinque generalizzazioni:
- negli ultimi milioni di anni sono esistite diverse "forme" di lupo che si sono avvicendate ed il lupo moderno non può essere considerato l'antenato del cane[4][5][10][25]. Seppur la ricerca confermi l'enorme vicinanza genetica tra lupo e cane[9][26][27], recenti studi di filogenetica hanno fortemente supportato l'ipotesi che il cane sia da considerare un clade monofiletico fratello di quello dei lupi euroasiatici e che questi due cladi siano a loro volta fratelli del clade dei lupi nordamericani[4][24]. Ne consegue che: 1) la popolazione di lupi preistorici da cui i cani domestici originarono non è ancora stata identificata; 2) questa popolazione di antenati canini è estinta[10][11]; 3) il cane non è da considerarsi specie separata dal lupo[4][24].
- gli studi propongono come data della divergenza tra il cane e l'antenato-lupo 27.000 anni fa[4][5][10][18][28], 36.900-41.500 anni fa secondo stime recenti, con la domesticazione del cane datato tra i 20.000 ed i 40.000 anni fa[29].
- il cane è stato il primo animale ad essere domesticato[11][20][21][22] ed apparve ben prima di 15.000 anni fa. La sua presenza in Eurasia è databile a prima della fine del Pleistocene inferiore, prima dell'introduzione dell'agricoltura e della successiva domesticazione degli altri animali 10.000 anni fa[20], quando cioè gli uomini erano ancora dei cacciatori-raccoglitori[30]. Geneticamente parlando, l'evoluzione del cane ha subito due distinti colli di bottiglia: il primo al momento del distacco del cane dal lupo ed il secondo con la creazione delle razze canine[24].
- i cani sono divisi in una genealogia antica ed una moderna. I lignaggi antichi apparvero in Asia e scomparvero in Europa durante l'epoca vittoriana a causa dello sviluppo delle genealogie moderne[8][16][18]. Tutte le razze canine odierne dimostrano un miscuglio genetico di lignaggi antichi e moderni. Alcune antiche razze europee (diffuse anche nel Nuovo Mondo) sono oggi estinte[5][11][18][31] in quanto completamente rimpiazzate da razze moderne o perché il loro lignaggio si è disciolto a seguito d'incroci continui[24].
- nel corso della storia, tutte le popolazioni di lupi euroasiatiche si sono mescolate con i cani, anche in tempi recenti[4][24], eccezion fatta per i lupi dell'altopiano del Tibet. I lupi del Nuovo Mondo sono rimasti esenti da questa ibridazione[4][10].

La scomparsa dei lupi preistorici da cui i cani domestici originarono ed il continuo mescolarsi, almeno negli ultimi 10.000 anni, dei cani con i lupi, ha confuso ed accorciato la differenza genetica tra le due specie, complicando gli studi sulle origini del cane domestico. Alcuni studiosi ritengono però che entrambe le specie, i cani "primitivi" ed i lupi, si siano da subito avvicendate nell'affiancare gli umani durante il processo di domesticazione nel Pleistocene inferiore
.

### La divergenza tra cane e lupo
Durante l'Ultimo massimo glaciale (al termine del Quaternario), il bioma più diffuso nel emisfero boreale del pianeta era la "Steppa dei mammut": un ecosistema freddo, secco, la cui flora era dominata da erba e arbusti e la cui fauna era caratterizzata da animali di grandissime dimensioni (la "Megafauna del Pleistocene"). Durante il Pleistocene inferiore la megafauna scomparve gradualmente, privando del loro sostentamento i carnivori specializzati nella predazione dei mega-erbivori. Tra questi carnivori figurava un ecomorfo del lupo, dotato di una struttura muscolare ed ossea più robusta, il Lupo della megafauna, diffuso nella regione olartica del globo. Il lupo vero e proprio, o meglio, l'antenato dell'attuale Canis lupus, più snello e meno specializzato, occupava la medesima nicchia ecologica ma nelle regioni più calde. Laddove il suo equivalente meridionale prosperò e si diffuse al termine delle glaciazioni, originando il lupo moderno, il lupo della megafauna s'incamminò verso l'estinzione salvo (parrebbe) legare il proprio destino a quello dei primi uomini, giunti in Europa (spec. Italia e Gran Bretagna) circa 45.000 anni fa, ed originando il cane domestico. Il lupo della megafauna sarebbe infatti la tipologia di lupo più geneticamente vicina al cane.
Allo stato attuale siamo quindi nella condizione d'identificare con accettabile accuratezza il momento in cui originò la divergenza evolutiva tra il cane ed il lupo. Risulta però ancora ignoto il momento in cui il cane primitivo, non ancora domestico, venne domesticato. La data della divergenza evolutiva tra "selvatico" e "domestico", infatti, non forzatamente coincide con la data della domesticazione: a titolo di esempio, basti ricordare che il cavallo domestico, domesticato 5.500 anni fa, si distaccò geneticamente dall'antenato selvatico (Equus ferus przewalskii) 45.000 anni fa. Taluni studiosi ritengono quindi che il cane fosse cane ancor prima di essere domesticato e che condivida con il lupo un antenato comune.

## Domesticazione del cane
Per domesticazione s'intende il processo attraverso cui una specie animale o vegetale viene resa domestica, ovvero dipendente dalla convivenza con l'uomo e dal controllo da parte di quest'ultimo. Per molte specie, la domesticazione ha comportato notevoli mutamenti nel comportamento, nel ciclo biologico e addirittura nella fisiologia. Nella maggior parte dei casi, la domesticazione di una specie ha perseguito più di uno scopo: un esempio fra tutti è appunto quello del cane, in origine aiutante nella caccia e nella protezione della casa, in seguito usato come animale da compagnia e/o da lavoro estremamente specializzato: es. cani da tartufi, cani antidroga, cani guida per ciechi ecc.

Il cane è appunto il primo dei "domesticati" ed affianca l'uomo sin da un non precisato momento del Pleistocene superiore, quando gli ominidi hanno dismesso le loro abitudini di cacciatori-raccoglitori per praticare l'agricoltura.

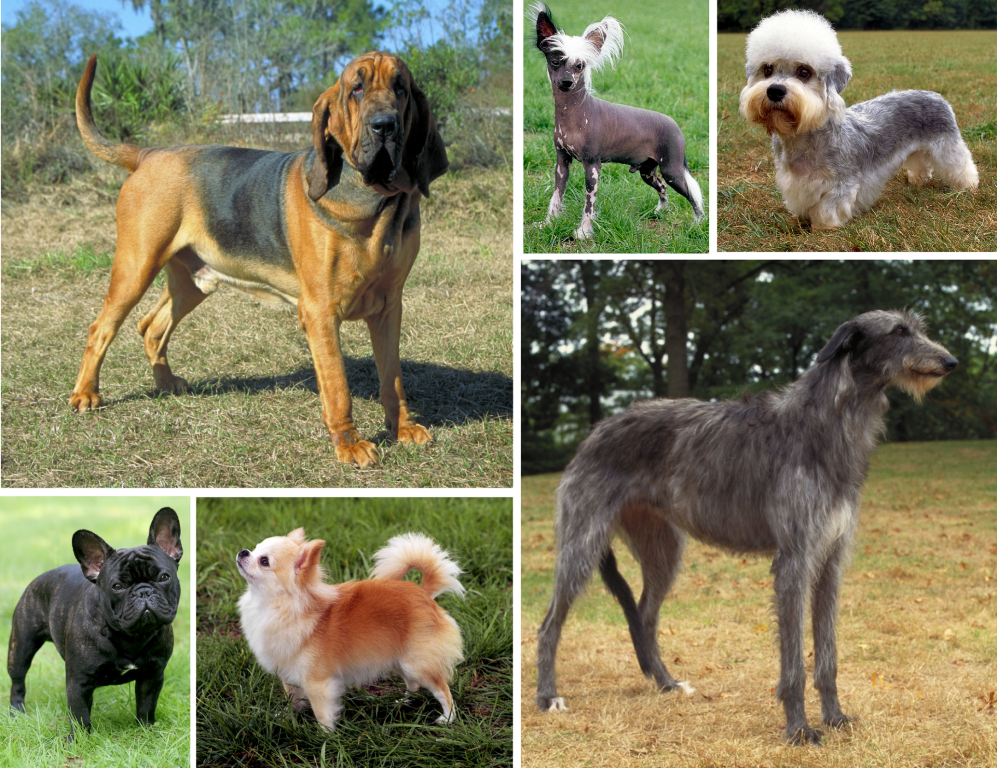
Montaggio raffigurante la grande variabilità morfologica delle razze canine.

## I primi cani: utilizzo e razze

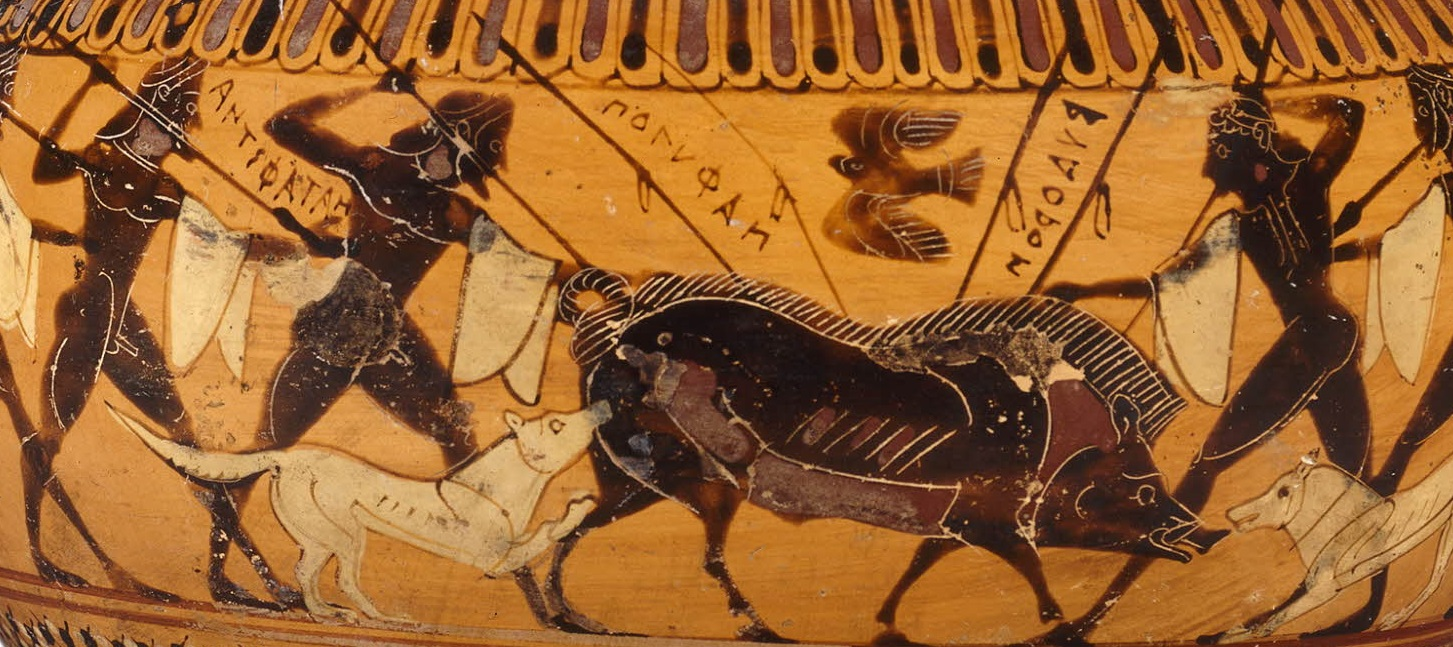
Cratere greco raffigurante una caccia al cinghiale con i cani.

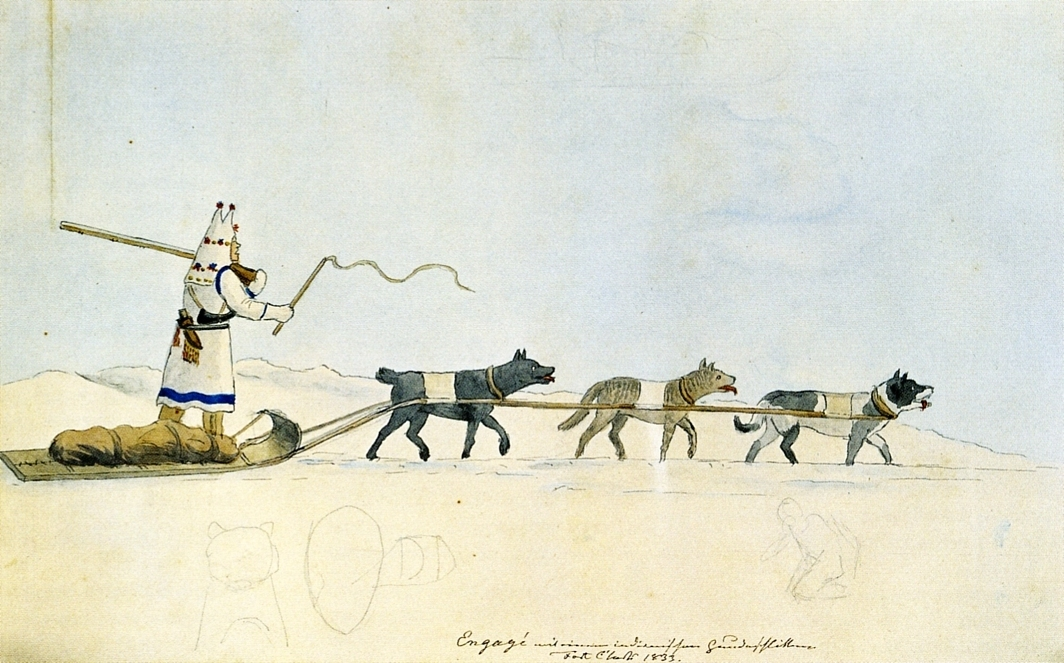
Cani da slitta - schizzo del 1833.

Si ritiene che durante il Paleolitico inferiore l'aumento della popolazione umana e la maggior efficienza delle sue armi e tecniche di caccia abbia ridotto, a discapito di alcune popolazioni di lupi, la disponibilità delle prede da cacciare obbligando i canidi alla saprofagia. La modifica comportamentale ne avrebbe poi prodotte altre (es. docilità), impattando anche a livello strutturale con lo sviluppo di dimensioni corporee ridotte ed un accorciamento dell'età riproduttiva che finirono con il fare di questi lupi dei saprofagi obbligati. Questa teoria non permette però di definire se la saprofagia abbia fatto di questi primi cani dei semplici commensali dell'uomo o abbia portato ad un reciproco beneficio.
Altri ricercatori hanno invece marcato l'esistenza di una simbiosi tra uomini e cani finalizzata alla caccia come ragion d'essere della domesticazione. Questo perché con l'avvio dell'Olocene il cambio climatico portò ad un rifiorire delle foreste all'interno delle quali il supporto del fiuto dei cani divenne fondamentale per individuare le prede, fattesi più piccole rispetto ai mega-erbivori delle steppe dei mammut e quindi più difficili da localizzare per gli uomini.

In Giappone, a titolo di esempio, la drastica diffusione delle foreste temperate sull'isola di Honshū portò all'estinzione dell'Elefante di Naumann e del Cervo gigante di Yabe, costringendo gli uomini della cultura di Jōmon a praticare la caccia a prede più piccole e veloci, il sika ed il cinghiale, nel folto della foresta, con la conseguente adozione dell'uso dei cani da caccia (inumati dai Jōmon una volta morti) e di punte di freccia più piccole e leggere. Il ruolo giocato dal cane da caccia nel sostentamento del gruppo umano al quale era legato ne fece l'oggetto di particolari attenzioni e cure (probabilmente maggiori rispetto a quelle riservate a un cane pariah che si limitava ad eliminare i rifiuti della comunità) tra cui l'attribuzione di un nome e, come detto, una propria sepoltura con tanto di corredo. Il cane da caccia particolarmente abile o morto in azione poteva poi anche essere oggetto di racconti/venerazione intorno al bivacco della comunità della quale, in ragione dei suoi meriti, era stato considerato a pieno titolo membro cioè antropomorfizzato.

Sepolcri singoli di cani e resti di ungulati predati sono stati rinvenuti anche in insediamenti umani datati al Olocene superiore in Europa e Nord America, a riprova che l'utilizzo del cane da caccia agli ungulati ha caratterizzato tutte le culture del Olartico.